# Roverbasso
Roverbasso è una frazione del comune di Codognè, in provincia di Treviso. 
È la frazione che occupa la parte orientale del comune, con un piccolo centro abitato, intorno al quale si apre una vasta area rurale, un tempo paludosa.

## Storia
Dalla fine del XVI secolo la Serenissima concesse le aree di Roverbasso ad alcuni proprietari terrieri del territorio coneglianese e cenedese, che iniziarono a renderlo coltivabile; in particolare si ricordano gli Andreetta, per il complesso monumentale che edificarono come centro delle proprie attività.
Fino al 1869 faceva parte del Comune di Gaiarine.

## Monumenti e luoghi d'interesse

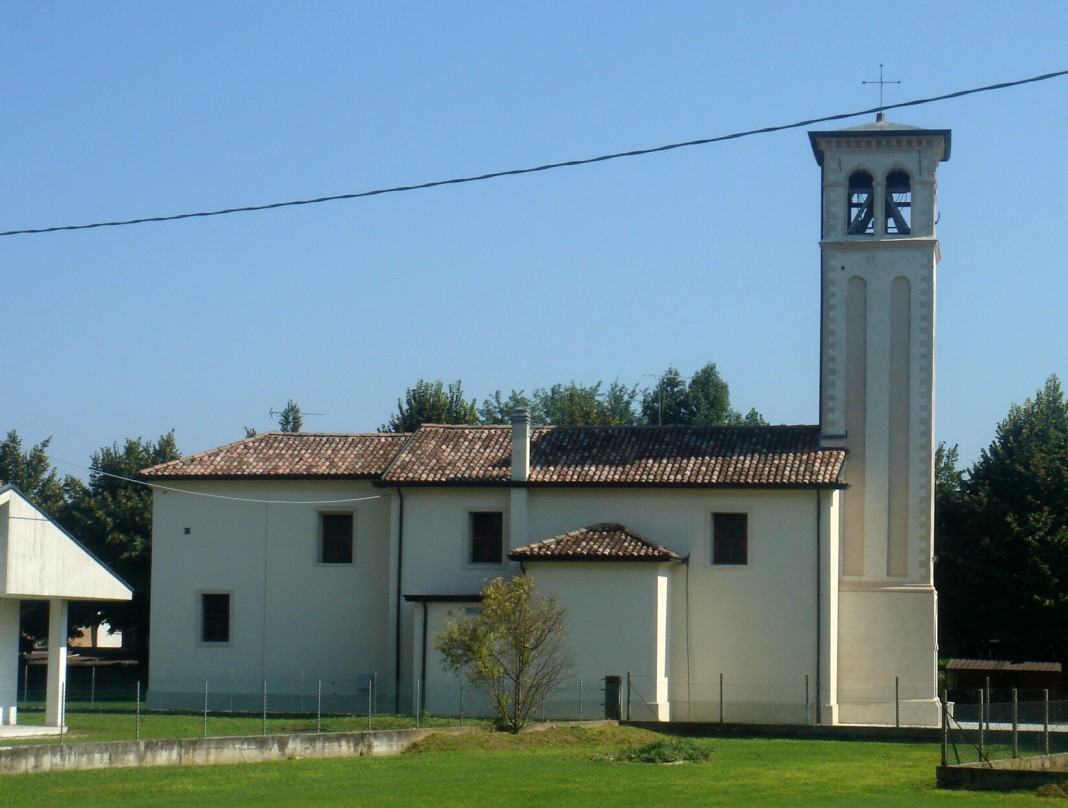
Chiesa di Santa Maria Assunta

### Chiesa parrocchiale
La chiesa parrocchiale di Roverbasso è dedicata a Santa Maria Assunta, detta qui anche Santa Maria di Palù, in protezione delle aree rurali. Fu edificata intorno al XIV secolo.
Il 25 aprile 1942 è stata riconosciuta come parrocchia.
La caratteristica principale di questa struttura è avere il campanile (ingraziosito da bifore a livello della cella campanaria) addossato alla facciata, col portale d'ingresso alla navata posto alla base di esso.

### Villa Porcia Andreetta Dell'Andrea

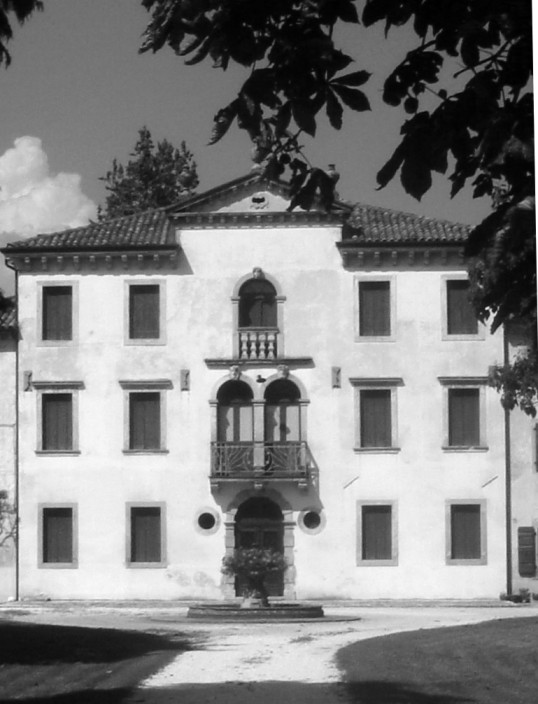
Villa Porcia Andreetta Dell'Andrea detta "Rosa"

Nel cuore della frazione sorge Villa Porcia Andreetta Dell'Andrea, detta "Rosa": è l'edificio di maggior rilievo storico-architettonico del centro di Roverbasso, risalente al XVIII secolo.

### Aree naturali
La campagna di Roverbasso è caratterizzata da zone umide tipiche di questa specifica area geografica: si tratta dei palù, sistemi di risorgive, siepi, campi e fossi, che fanno di Roverbasso un'area molto fertile e di valore ambientale.
Il centro è inoltre lambito ad est dal fiume Resteggia, sorgente a Godega di Sant'Urbano, il quale, in questa località, prende il nome di Canale Resteggia. È anch'esso ingrossato da numerose polle di risorgiva.

## Economia
L'economia locale di Roverbasso è ancora oggi legata alla produzione agricola e ai latticini.